# Gmina Mucharz
Die Gmina Mucharz ist eine Landgemeinde im Powiat Wadowicki der Woiwodschaft Kleinpolen in Polen. Ihr Sitz ist das gleichnamige Dorf mit 830 Einwohnern (2006).

## Geographie
Die Gemeinde liegt am Fuß der Kleinen Beskiden (polnisch Beskid Mały). Zu den Gewässern gehört die Skawa (Schaue). Durch die Gemeinde führte die Bahnstrecke Trzebinia–Skawce.
Nachbargemeinden sind Stryszów im Osten, Wadowice und Zembrzyce.

## Geschichte
Bei der Ersten Teilung Polens kam das Gebiet 1772 zum Königreich Galizien und Lodomerien des habsburgischen Kaiserreichs (ab 1804). Nach Ende des Ersten Weltkriegs kam es wieder zu Polen. Während der Besetzung Polens durch die Wehrmacht im Zweiten Weltkrieg gehörte die Region zum Landkreis Bielitz im Regierungsbezirk Kattowitz.
Von 1975 bis 1998 gehörte Landgemeinde zur Woiwodschaft Bielsko-Biała.
Partnergemeinde
- Ochodnica, Slowakei

## Gemeinde

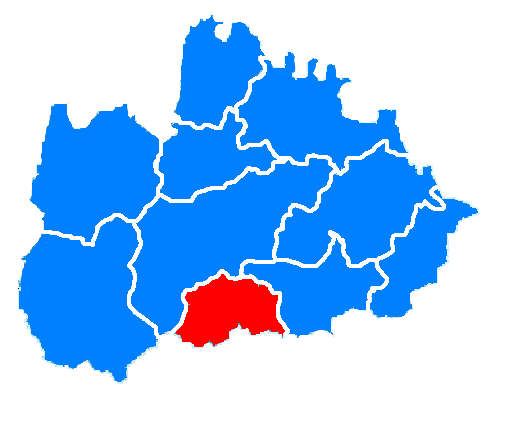
Lage der Gemeinde im Powiat Wadowicki

Zur Landgemeinde (gmina wiejska) Mucharz gehören folgende sieben Ortsteile mit einem Schulzenamt:
Mucharz
Jamnik
Jaszczurowa
Koziniec
Skawce
Świnna Poręba
Zagórze

## Verkehr
Durch die Gemeinde und ihren Hauptort verläuft die Staatsstraße DK 28, die Zator über Nowy Sącz mit Przemyśl verbindet.